# Kord

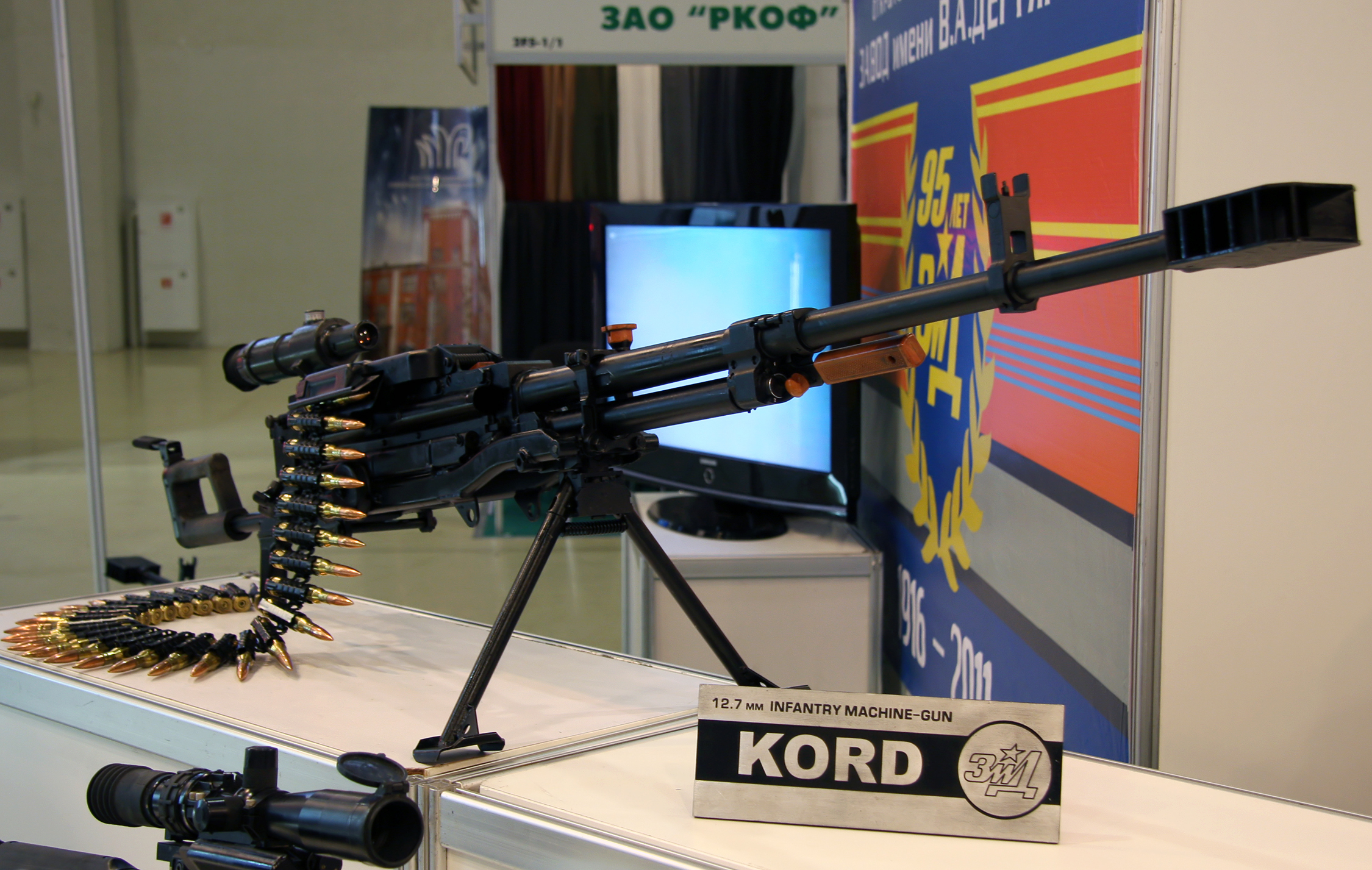
A metralhadora Kord 6P50.

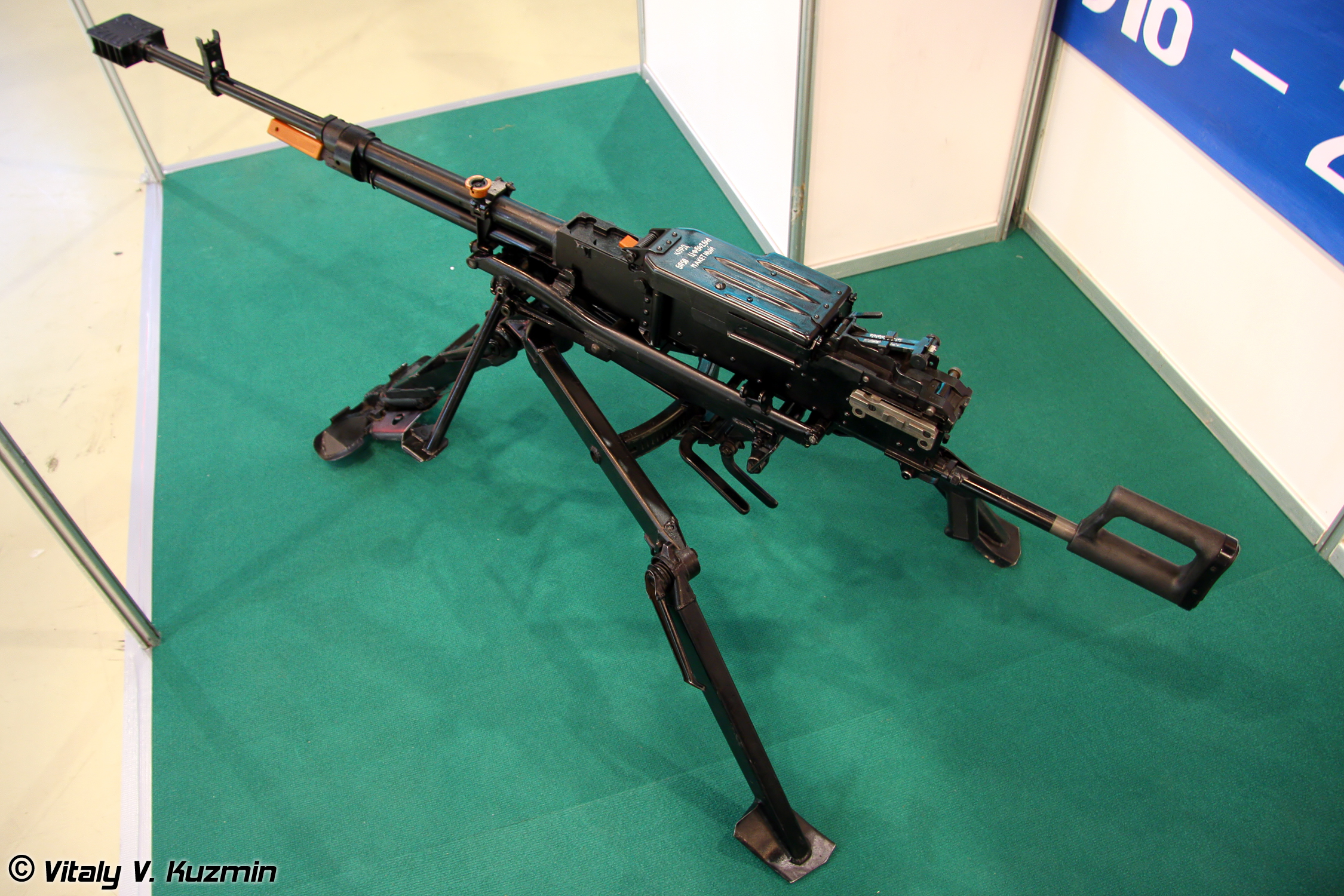
Uma metralhadora Kord russa em exibição.

O Kord é uma metralhadora de calibre 12,7 mm desenvolvido pela Rússia em meados da década de 1990, substituindo a NSV a arma pesada padrão do exército russo. Apesar de similar, as duas armas são bem diferentes, com a Kord tendo um mecanismo interno bem mais avançado, com os dispositivos de disparos melhorados. O recuo de tiro, por exemplo, ficou muito menor, além de ter uma mira superior.